# Rafsanjan
Rafsanjān (in persiano رفسنجان‎) è una città iraniana, ed è il capoluogo dello shahrestān di Rafsanjan, circoscrizione Centrale, nella provincia di Kerman. Aveva, nel 2005, una popolazione di 134 848 abitanti.
La città è il centro della produzione dei pistacchi. 50 km a sud si trova la miniera di rame di Sar Cheshmeh, considerata il secondo più grande giacimento al mondo, contiene anche molibdeno, oro ed altri metalli rari.